# Udumbara

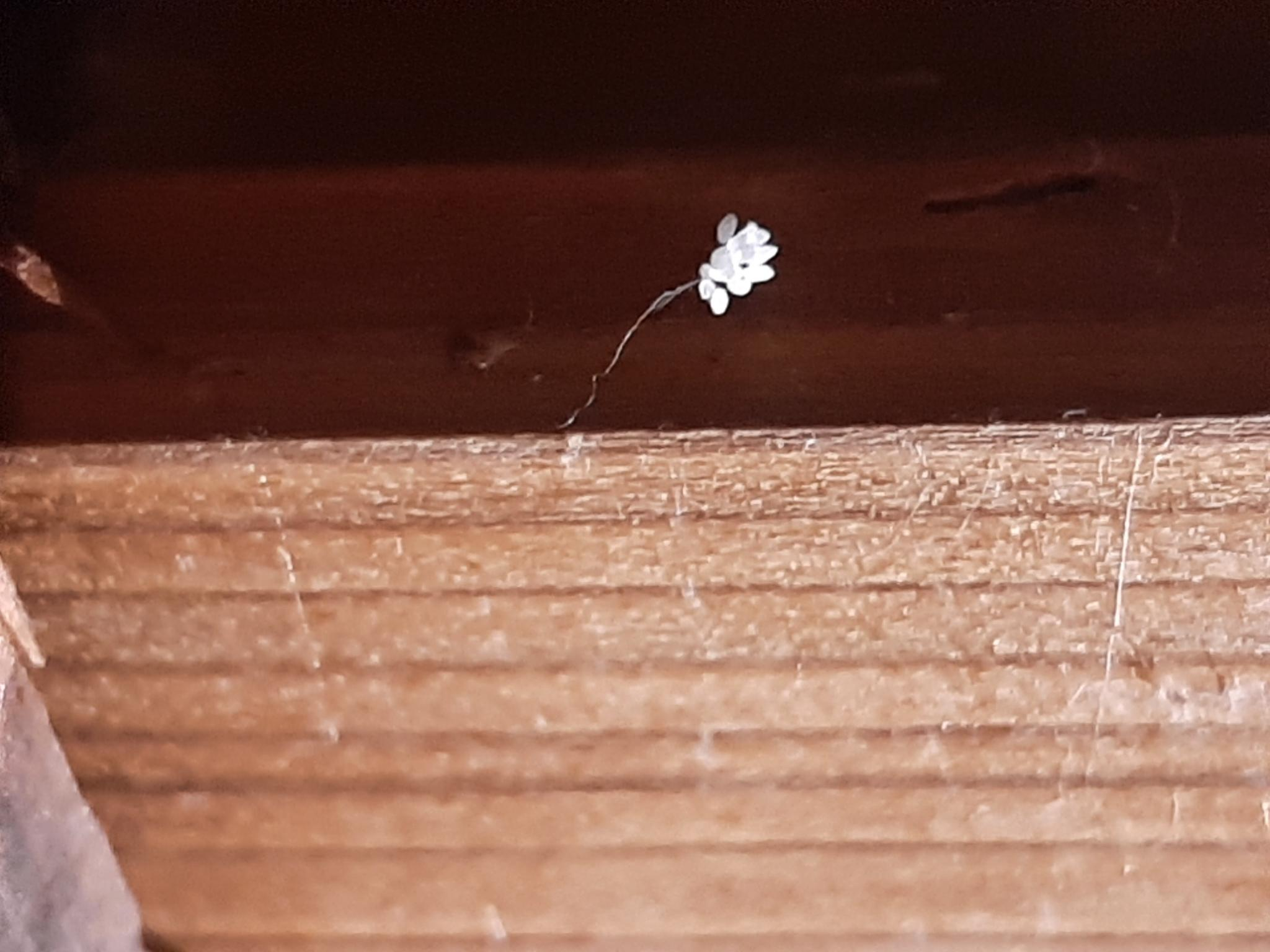

Udumbara är ett namn som både kan referera till den blå lotusen (nila udumbara) såväl som till en blomma från trädet ficus glomerata i buddhistisk mytologi. Det är en blomma med särskild symbolik för troende buddhister. Den ingår i familjen Lotusväxter som över huvud taget figurerar inom religionen, men denna lotus är i synnerhet förknippad med Buddha eftersom den anses mest helig och helgad åt själva Buddha. Enligt de buddhistiska skrifterna är Udumbara en fantasiblomma som endast blommar vart tretusende år – när laghjulets konung kommer till den mänskliga världen. Huilin Yinyi, en samling buddhistiska skrifter, menar att denna himmelska blomma är tecken på ett mirakel och den förknippas även med enorm lycka och välsignelse. 
Blomman sägs har varit i blom innan Siddharta Gautamas födelse så kopplingen till buddhismen är mycket stark. Vid flera buddhistiskt viktiga datum sägs denna blomma har stått i blom, exempelvis innan Tsong-kha-pa föddes på 1300-talet i Himalaya. Historier berättar även att udumbaraträdet (ficus glomerata) stod i blom vid denna tid eftersom de här blommorna slår ut med mellanrum på flera hundra år. 
I modern tid har blomman visat sig bland annat år 1997 och det var då enligt buddhistisk uppteckning 3024 månår sedan själva buddhismen uppstod. Vid just detta tillfälle var det exakt 24 blommor som kom att slå ut på en skulptur av Buddha, i templet Kyungki-Do. Denna ovanliga händelse startade en ström av människor som kom för att se uppenbarelsen. 
År 2005 under maj månad gjordes upptäckten att Udumbarablommor slagit ut i ett tusenårigt tempel i Gyeongju. 
Den åttonde juni 2007 i Sydkorea visade sig blommorna igen, denna gång 22 stycken på en namnskylt i trädgården för en distriktsdomstol i Seoul. På exakt samma dag sågs ungefär ett dussin blommor av samma typ på taket till ett universitet Noryangjin-dong, Dongjak-gu, också i Seoul. Universitetets rektor Kim Yeong gjorde då uttalandet att detta fenomen såg som en ”överväldigande välsignelse för universitetet”.[källa behövs]
Blomman har även observerats på den Amerikanska kontinenten. Detta skedde den 8 augusti 2007. Då i staden Fremont där blommorna hade slagit ut på ett oleanderträd. 
Kritik till fynden av denna heliga växt har kommit från biologer som menar att det egentligen rör sig om ägg från insekten Chrysoperla rufilabris. Viktigt att notera är att i Sydkorea är en fjärdedel av befolkningen troende buddhister. Och de är övertygade om att fyndet som gjorts faktiskt är den mytomspunna heliga blomman Udumbara.